# 미노하라역
미노하라역(일본어: 三井野原駅)은 일본 시마네현 니타군 오쿠이즈모정에 위치한 서일본 여객철도 기스키 선의 철도역이다. 단선 승강장 1면 1선의 구조를 갖춘 지상역이다.

## 이용 현황
| 승차 인원 추이 | 승차 인원 추이 |
| 연도           | 1일 평균       |
| -------------- | -------------- |
| 1999           | 24             |
| 2000           | 7              |
| 2001           | 4              |
| 2002           | 3              |
| 2003           | 4              |
| 2004           | 3              |
| 2005           | 3              |
| 2006           | 2              |
| 2007           | 13             |
| 2008           | 17             |
| 2009           | 7              |
| 2010           | 8              |
| 2011           | 3              |
| 2012           | 5              |
| 2013           | 3              |

## 역 주변
- 국도 제314호선
- 미노하라 스키장

## 역사
- 1949년 12월 24일 : 국유철도 기스키 선의 이즈모사카네 역 - 유키 역 간에, 미노하라 가승강장이 설치됨.
- 1958년 9월 1일 : 역으로 승격해, 미노하라역이 개업. 여객 영업만의 여객역.
- 1987년 4월 1일 : 일본국유철도 분할 민영화에 의해, 서일본 여객철도가 승계.

## 인접 역
| 서일본 여객철도 기스키 선 | 서일본 여객철도 기스키 선 | 서일본 여객철도 기스키 선 |
| ------------------------- | ------------------------- | ------------------------- |
| 이즈모사카네 신지 방면    | ■ 기스키 선               | 유키 빈고오치아이 방면    |